# Brides of Lucifer
Brides of Lucifer est un groupe belge de heavy metal, originaire d'Aarschot, dans la Région flamande. Outre les fondateurs Kolacny, Buyse et Mergaerts, le groupe comprend 13 femmes chargées des chœurs. Brides of Lucifer fait sa première apparition scénique au festival de metal belge Graspop Metal Meeting en 2017, l'amenant à se faire connaître du grand public et à sortir un premier album, homonyme, en 2019, au label Rhino Entertainment.

## Histoire

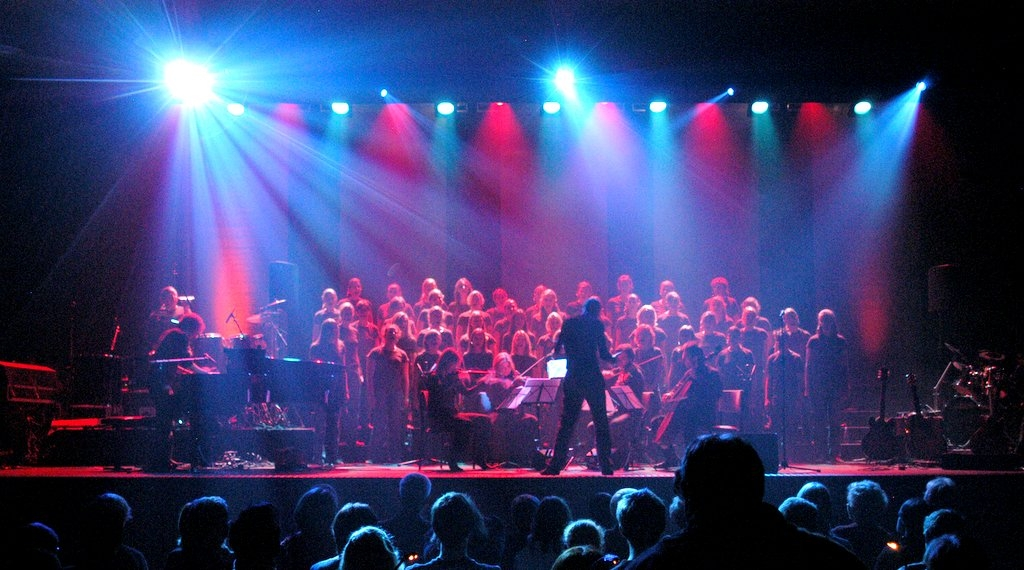
Les frères Kolacny, avec leur groupe Scala and Kolacny Brothers.

Le groupe est formé en 2016 à Aarschot, dans la Région flamande, par trois musiciens et amis : Steven Kolacny, Koen Buyse, et Ives Mergaerts. Cette même année, ils commençaient à travailler sur la formation d'un groupe de heavy metal dont la caractéristique principale serait des voix féminines accrocheuses. Steven et son frère ayant déjà un projet avec une chorale entièrement féminine appelée Scala and Kolacny Brothers, certaines des filles de cette chorale ont été appelées pour former un nouveau groupe appelé Brides of Lucifer.
Outre Kolacny, Buyse et Mergaerts, le groupe comprend 13 femmes chargées des chœurs,, chacune d'entre elles ayant un costume satanique de concert personnalisé, conçu par la costumière Nicky Myny. La première performance du groupe a lieu en 2017 immédiatement en tête d'affiche du plus grand festival de metal belge: Graspop Metal Meeting,,. Cette performance est qualifiée de « révélation » par le magazine belge Frontview Magazine.
En 2018, le groupe signe avec le label Rhino Entertainment, et annonce la sortie de son premier album studio, éponyme, le 29 juin 2019 en Amérique du Nord.
En février 2019, ils sont annoncés pour un concert au Trix d'Anvers.

## Discographie
- 2019 : Brides of Lucifer